# GSC2955-1150
GSC2955-1150 — хімічно пекулярна зоря спектрального класу A, що має видиму зоряну величину в смузі V приблизно  9,7.